# Motor monocilíndrico
Motor T-head.
O motor monocilíndrico é a mais simples das configurações de motores, sendo a mais adequada para motores de baixa potência.
Existem motores monocilíndricos de dois tempos, quatro tempos e ciclo diesel.
Esses motores apresentam bastante vibração e não atingem muita potência: em compensação, têm um elevado torque.

## Usos em motocicletas
São produzidos em várias cilindradas desde ciclomotores como scooters (motonetas) de 50cc até motocicletas de grande porte de 1000cc.

### Motores diesel
Os motores diesel monocilíndricos são largamente empregados para acionar equipamentos que demandam potências, em geral, inferiores a 20 cv. São usados em pequenos tratores, acionamento de bombas d'água, trituradores de grãos, picadores de forragens e em inúmeras outras aplicações agrícolas, entre outros usos.

### Motores de dois tempos
São usados em motoserras, cortadores de grama, e outros equipamentos que demandam motores leves de pouca potência.